# 44-та ракетна дивізія (СРСР)
44-та ракетна Камишинська дивізія (44 РД, в/ч 43291) — військове з'єднання в складі 43-ї ракетної армії  РВСП  Збройних сил СРСР.

## Історія
Створена в грудні 1950 року в Капустин Яр, Астраханської області (РСФСР), як 23-тя бригада спеціального призначення РВГК, з частин 22-ї бригади спеціального призначення РВГК. У січні 1951 р переведена в м. Камишин, Волгоградської (Сталінградської) області. 15 березня 1953 р. перейменована в 73-тю бригаду інженерів РВГК. У липні 1959 року переведена в Коломию, Івано-Франківської області. 1 липня 1960 перейменований в 44-ту ракетну дивізію.
У 1967 році 101-й ракетний полк був переведений на ст. Сари-Озек, Алматинська область, Туркестан.
13 березня 1981 року, 76-й ракетний полк був переведений в смт Юрья, Кіровської області (8-ма ракетна дивізія).
У 1983 р. був сформований 15-й ракетний полк в м. Коломия, Івано-Франківської області в 1984 році переїхав до м. Глухів, Сумської області (43-тя гвардійська ракетна дивізія).
1 липня 1988 р., 586-й гвардійський ракетний полк був переведений в м. Іркутськ (29-та гвардійська ракетна дивізія).
Передана до складу ЗС України.
Розформована 31 березня 1990 року.

## Склад

### 1961
- 40-й ракетний полк (Коломия, Івано-Франківська область) — Р-12;
- 76-й ракетний полк (с. Долини, Львівська область) — Р-12;
- 101-й ракетний полк (Свалява, Закарпатська область) — Р-5М;
- 151-й ракетний полк (Стрий, Львівська область) — Р-12;
- 586-й гвардійський ракетний полк (Кам'янець-Подільський, Хмельницька область) — Р-12.

### 1985
- 40-й ракетний полк (Коломия, Івано-Франківська область) з Р-12;
- 151-й ракетний полк (Стрий, Львівська область) з Р-12;
- 586-й гвардійськи ракетний полк (Скала-Подільська, Тернопільська область) з Р-12.

## Озброєння
- (1960—1968) Р-5М (8К51, SS-3 «Shyster»)
- (1961—1989) Р-12 «Двина» (8К63, SS-4 «Sandal»)

## Командири дивізії
- генерал-майор Діброва Іван Пилипович (10.12.1956 — липень 1961)
- генерал-майор Никифоров Микола Семенович (липень 1961 -13.10.1970)
- генерал-майор Сапоженков Юрій Олексійович (13.10.1970 -20.01.1977)
- генерал-майор Фурса Євген Григорович (20.01.1977 -13.12.1980)
- генерал-майор Федоров Володимир Олексійович (13.12.1980 -30.06.1982)
- генерал-майор Макаревич Олександр Олександрович (30.06.1982 -29.10.1987)
- генерал-майор Карімов Рустам Бакіевіч (29.10.1987 -31.03.1990)